# Aru-szigeteki repülőkutya
Az Aru-szigeteki repülőkutya (Pteropus aruensis) az emlősök (Mammalia) osztályába, azon belül a denevérek (Chiroptera) rendjébe és a nagy denevérek alrendjébe tartozó repülőkutyafélék (Pteropodidae) családjának egyik faja.

## Elterjedése
Elterjedése az Aru-szigetekre korlátozódik, melyek Új-Guinea Indonéziához tartozó feléhez tartoznak. Státusza kritikus, s lehet hogy már ki is halt.